# Rivière Colomb
Rivière Colomb är ett vattendrag i Kanada.   Det ligger i provinsen Québec, i den östra delen av landet, 700 km norr om huvudstaden Ottawa.
Omgivningarna runt Rivière Colomb är i huvudsak ett öppet busklandskap. Trakten runt Rivière Colomb är nära nog obefolkad, med mindre än två invånare per kvadratkilometer.